# Plazia
Plazia  es un género  de plantas con flores en la familia Asteraceae.  Comprende 17 especies descritas y de estas, solo 2 aceptadas.

## Taxonomía
El género fue descrito por Ruiz & Pav. y publicado en Prodromus Plantarum Capensium, . . . 104. 1794. La especie tipo es: Plazia conferta Ruiz & Pav.

## Especies aceptadas
A continuación se brinda un listado de las especies del género Plazia aceptadas hasta agosto de 2012, ordenadas alfabéticamente. Para cada una se indica el nombre binomial seguido del autor, abreviado según las convenciones y usos.
- Plazia cheiranthifolia Wedd.
- Plazia daphnoides Wedd.